# Senhores do Tempo
Os Senhores do Tempo (no original em inglês: Time Lords) são uma raça fictícia da série de ficção científica Doctor Who, da qual o protagonista, o Doutor, faz parte. Os Senhores do Tempo são assim chamados por seu domínio da tecnologia de viagem no tempo e sua percepção não-linear dele. Seu planeta natal é Gallifrey.

## Regeneração
Ocorre que todo o Senhor do Tempo, ao sofrer algum dano letal ou quando quer (se for treinado para tal) libera um hormônio, regenerativo, que ativa o processo de regeneração das células de seu corpo por meio de um procedimento que muda sua constituição física e psicológica, quase como se surgisse uma pessoa completamente diferente a partir de outra, no entanto com as mesmas memórias. Durante a regeneração, o corpo de um(a) Senhor(a) do Tempo pode liberar explosões de luz ofuscante branca e/ou colorida, corrente elétrica, uma violenta carga de bioenergia (que destrói tudo a sua volta) ou ainda, ele pode simplesmente se transformar sem liberação de energia. Caso o Senhor do Tempo seja fatalmente ferido antes da regeneração se concluir, esta falhará e ele morrerá. O processo é doloroso e causa efeitos colaterais.
Por certo período de tempo após a regeneração, o corpo do Senhor do Tempo permanece com muitos lindos, o que possibilita, em caso de dano, a regeneração parcial de algum órgão ou membro. Além disso, implicações como amnésia, comportamento anormal, confusão mental e/ou inconsciência são comuns. O Doutor jamais escolheu quando regenerar ou qual seria sua forma após o procedimento, tendo sido, até mesmo, obrigado a regenerar em favor da pena por quebrar a lei de não-interferência dos Senhores do Tempo.
O Décimo Primeiro Doutor[] disse uma vez a um grupo de humanos em The Rebel Fresh [] na Sexta temporada []: "Todos nós fomos gelatinosos uma vez. Pequenos ovos de gelatina, sentados em gosma", indicando que o povo dele começou como óvulos semelhantes aos mamíferos da Terra.